# Giorgio del Giglio
Giorgio del Giglio, dit Pannilini ou De Franceschi Pannilini, né, selon ses dires, le 23 avril 1507, mort autour de 1579, est un aventurier, espion, négociateur, marchand d'esclaves, plusieurs fois capturé par des pirates, deux fois renégat de la foi chrétienne. Il laisse une abondante œuvre manuscrite relatant ses activités, prétendant notamment avoir été au service du sultan Soliman le magnifique puis du duc de Florence.

## Biographie
Originaire de l'ile de Giglio, comme l'indique son nom, l'auteur s'invente une généalogie imaginaire, remontant aux fondateurs de la ville de Sienne et aux familles Franceschi et Pannelini, avec, peut-être, une origine ibérique et juive.
Selon l'historienne Florence Buttay, Giorgio del Giglio, « qui a usurpé d'autres noms, ... s'est inventé plusieurs passés, plusieurs familles, plusieurs vies... est un imposteur ». De même, le récit de ses aventures et de ses voyages ne peut être vérifié, du fait des contradictions de dates qu'il avance.
Il semble être entré au service de Côme de Médicis entre 1558 et 1559. Plus tard, en 1564, il allègue de sa connaissance du monde ottoman au service de la Porte pour conseiller diverses puissances italiennes.
Entre les années 1550 et 1560, alors qu'il se trouve à Constantinople, peut-être à la suite de sa captivité, il change de religion, se fait appeler « Mahomet Bey » et exerce les fonctions de garde du Palais, comme janissaire. C'est alors que lui seraient confiées des missions diplomatiques, à Alger, à Erivan, à Rome, où il réintègre la chrétienté. Son abondante correspondance laisse entendre qu'il cherche à monnayer ses services, en servant d'intermédiaire dans le rachat des captifs.
De cette sorte d'espion, il ne reste aucun portrait. Tout au plus est-il noté par un témoin une tache de poils blancs dans sa barbe noire au-dessus des lèvres du côté droit.
Dans ses écrits, ses emprunts sont multiples. Ses cartes s'inspirent de l'Isolario de Benedetto Bordon. Ses récits puisent dans le livre de voyage de Jean de Mandeville, mêlant descriptions réelles et imaginaires. Le récit de ses sept captivités peut aussi relever d'un topos commun en son temps, illustrant les espoirs de concorde des religions rêvés par Guillaume Postel ou Juan de Valdés. Comme le note un commentateur, « les traces laissées par Giorgio del Giglio nous renseignent plus sur la société et la culture dans laquelle il se meut que sur lui-même ».
Parmi toutes ses activités, Giorgio del Gilglio exerce aussi celles de jardiner pour Hippolyte d'Este, dans les années 1570. Les dernières pages de son manuscrit de Sienne contiennent des dessins de jardins modèles, qu'il rêve de voir réalisés en Italie.

## Œuvre
L'essentiel de son œuvre, écrite à partir de 1565, tient dans deux manuscrits, d'une écriture appliquée, ornés de dessins et de cartes, intitulés Viaggi (Le Voyage) ou Il Gran Viaggio (Le grand voyage).
L'un est conservé à la Bibliothèque apostolique vaticane, l'autre à la Biblioteca comunale degli Intronati de Sienne.
Y figurent ses lettres, comportant des offres de service, échangées avec le grand duc Côme Ier de Toscane, la république de Gênes, le vice-roi de Naples et les puissants de son temps.